# Aimé Jacquet
Aimé Jacquet (Sail-sous-Couzan, Loira, 27 de noviembre de 1941) es un exfutbolista y exentrenador francés. Durante su trayectoria como futbolista militó en dos clubes de Francia: AS Saint-Étienne (de 1961 a 1973) y el Olympique Lyonnais (de 1973 a 1976) jugando como centrocampista defensivo. Después de su retiro, dedicó su tiempo a la dirección técnica, llegando a dirigir al seleccionado de su país, con el cual obtuvo su triunfo más recordado: La Copa Mundial de Fútbol de 1998, celebrada precisamente en Francia. Actualmente se encuentra alejado del ambiente futbolístico, del cual se retiró después de la obtención del título mundial en 1998 con la selección francesa.

## Biografía
Nacido en 1941, Jacquet debutó en el AS Saint-Etienne recién cumplidos los veinte años. Centrocampista de carácter defensivo, militó en este club hasta el año 1973, cuando decidió emigrar al Olympique Lyonnais donde se retiró en 1976. En 1968, tuvo el honor de ser convocado para la selección francesa de fútbol, actuando en dos partidos de la fase eliminatoria para el Mundial de México de 1970. Durante su carrera como futbolista, Jacquet obtuvo el título de campeón en el Campeonato francés de Fútbol en cinco ocasiones: 1964, 1967, 1968, 1969, 1970. También, se consagró campeón en tres oportunidades de la Copa de Francia: 1962, 1968, 1970. Su carrera como futbolista finalizó de forma prematura debido a que tuvo que tomar el mando del Olympique Lyonnais, en estado de emergencia, ante la renuncia de su entrenador.
Jacquet estuvo en el Olympique Lyonnais desde 1976 hasta 1980, año en el que fue contratado por el Girondins de Burdeos. Con este equipo, Jacquet obtuvo la mayoría de sus títulos como entrenador: el Campeonato francés de Fútbol en tres ocasiones 1984, 1985 y 1987, la Copa de Francia en 1986 y 1987 y la Supercopa de Francia en 1987. Después de su exitoso ciclo en el club de Burdeos y una vez finalizado su contrato en 1989, Jacquet siguió su carrera en el Montpellier HSC (1989-1990) y en el AS Nancy-Lorraine (1990-1991). Sin embargo, no pudo repetir su éxito con el Girondins. 
Después de un año sin actividad, Jacquet fue presentado como el nuevo entrenador de la Selección francesa de fútbol para tratar de solucionar la difícil situación en la que se encontraban, tras la desastrosa campaña en la que Les Bleus se quedaron fuera del Mundial de Estados Unidos 1994. Con el Campeonato del Mundo que se organizaría en Francia y con cinco años por delante, Jacquet intentó armar un equipo que consiguiera darle la máxima alegría a una nación que definitivamente le había dado la espalda al "deporte universal", pese a las dudas que generaba su nombramiento entre la prensa.  Fue así que llegado el año 1998 y ante el desafío que planteaba ser los organizadores de mundial, Jacquet escribió la última página dorada de su historia como entrenador al obtener el título de Campeón del Mundo de fútbol, derrotando en la final al campeón defensor: Brasil. A pesar de los intentos por retener a Jacquet en su cargo, el propio entrenador decidió dejar su cargo, cumpliendo así su promesa efectuada en caso de conseguir el campeonato mundial. El juego desplegado y las tácticas implementadas por Jacquet no pudieron ser imitadas por sus sucesores, quienes no habían tenido la posibilidad de devolver a la selección gala al punto más alto de la historia mundial hasta que el 15 de julio de 2018 Francia volvió a conquistar la Copa del Mundo tras vencer por 4-2 a Croacia en el torneo disputado en Rusia.

## Trayectoria

### Como futbolista
| Club               | País    | Año       |
| ------------------ | ------- | --------- |
| AS Saint-Étienne   | Francia | 1961-1973 |
| Olympique Lyonnais | Francia | 1973-1976 |

### Títulos
| Título          | Club             | País    | Año  |
| --------------- | ---------------- | ------- | ---- |
| Copa de Francia | AS Saint-Étienne | Francia | 1962 |
| Ligue 1         | AS Saint-Étienne | Francia | 1964 |
| Ligue 1         | AS Saint-Étienne | Francia | 1967 |
| Copa de Francia | AS Saint-Étienne | Francia | 1968 |
| Ligue 1         | AS Saint-Étienne | Francia | 1968 |
| Ligue 1         | AS Saint-Étienne | Francia | 1969 |
| Copa de Francia | AS Saint-Étienne | Francia | 1970 |
| Ligue 1         | AS Saint-Étienne | Francia | 1970 |

### Como entrenador
| Club                 | País    | Año       |
| -------------------- | ------- | --------- |
| Olympique Lyonnais   | Francia | 1976-1980 |
| Girondins de Burdeos | Francia | 1980-1989 |
| Montpellier HSC      | Francia | 1989-1990 |
| AS Nancy-Lorraine    | Francia | 1990-1992 |
| Selección nacional   | Francia | 1993-1998 |

#### Estadísticas con la Selección
| Periodo | Equipo  | País               | PJ | PG | PE | PP | Pts | % Victorias |
| ------- | ------- | ------------------ | -- | -- | -- | -- | --- | ----------- |
| 1994-98 | Francia | Bandera de Francia | 53 | 34 | 16 | 3  | 84  | 64,15%      |

### Títulos
| Título                       | Club                 | País    | Año  |
| ---------------------------- | -------------------- | ------- | ---- |
| Campeonato francés de Fútbol | Girondins de Burdeos | Francia | 1984 |
| Campeonato francés de Fútbol | Girondins de Burdeos | Francia | 1985 |
| Copa de Francia              | Girondins de Burdeos | Francia | 1986 |
| Supercopa de Francia         | Girondins de Burdeos | Francia | 1986 |
| Campeonato francés de Fútbol | Girondins de Burdeos | Francia | 1987 |
| Copa de Francia              | Girondins de Burdeos | Francia | 1987 |
| Copa Mundial de Fútbol       | Selección francesa   | Francia | 1998 |